# Заполянье (Псковская область)
Заполянье — деревня в восточной части Порховского района Псковской области. Входит в состав сельского поселения «Полонская волость».
Расположена в 10 км к северо-востоку от города Порхов и в 4 км к северу от волостного центра Полоное.

## Население
| 2001 | 2002 | 2010 |
| ---- | ---- | ---- |
| 23   | ↘9   | ↗20  |

## История
В период оккупации в годы Великой Отечественной войны в деревне располагался гитлеровский концлагерь, где содержались советские военнопленные, партизаны и подпольщики. В Заполянском лагере была расстреляна в 1943 году советская подпольщица Анастасия Бисениек.